# Mulāzīm
Mülâzım (turco ottomano: ملازم) o Mulāzīm (arabo: ملازم) era una casta militare diffusa nel medioevo nell'area mediorientale, in particolare tra i Safavidi venivano chiamati mulayzim i guerrieri delle milizie feudali che prestavano servizio per lo scià e delle milizie feudale al servizio del Khan. Tra le tribù Kızılbaş ogni uomo adulto e capace era un guerriero mulazim.
Tra i mahdisti il Mulāzīm era un appartenente alle guardie del corpo del califfo.

## Uso modenno del termine
Negli ultimi anni dell'Impero ottomano Mülâzım era un grado militare dell'esercito ottomano. Attualmente Mulāzīm (arabo: ملازم) è un grado militare del rango degli ufficiali inferiori degli eserciti di molti stati mediorientali, quali Siria, Egitto, Arabia Saudita, Iraq ed altri.

## Turchia
Nell'Impero ottomano la denominazione del grado era Mülâzım (turco ottomano: ملازم) ed esistevano due gradi distinti di Mülâzım:
- Mülâzım-ı evvel (turco ottomano: ملازم أول) o primo tenente;
- Mülâzım-ı sani (turco ottomano: ملازم ثاني) o secondo tenente che era il grado più basso tra gli ufficiali.

Dopo la fine della prima guerra mondiale con la fine dell'Impero ottomano e la proclamazione della repubblica da parte di Mustafa Kemal, nel moderno esercito turco il grado di Mülâzım-ı evvel è stato sostituito dal grado di Üsteğmen (primo tenente), mentre il grado di Mülâzım-ı sani ha come corrispondente due gradi del moderno esercito turco:  con il grado di Teğmen (tenente) ed Asteğmen (sottotenente) che è il grado più basso tra gli ufficiali dell'Esercito turco, istituito nel 1934.
| Ufficiali | Ufficiali | Ufficiali | Ufficiali |
| Nazione   | OF-1      | OF-1      | OF-D      |
| --------- | --------- | --------- | --------- |
| Turchia   | Üsteğmen  | Teğmen    | Asteğmen  |

### Gradi dell'Esercito ottomano
- Gli Agha erano comandanti di diversi rami dell'esercito: es. Azap Aghasì, Besili Aghasì ed Yeniceri Aghasì. Questa denominazione era usata anche per i comandanti di unità più piccole, come l'agha bölük e l'agha ocak, rispettivamente comandanti di un bölük (compagnia) e di un ocak (insieme di truppe).
- Il bölükbaşı era il comandante di un bölük, ed era l'equivalente di un capitano.
- I Çorbacı (in turco “servitori di zuppa”) erano i comandanti dell'orda (reggimento, letteralmente significa “cuore”) dei giannizzeri; corrispondono circa al colonnello (in turco “albay”) di oggi.
- I Mirliva erano dei comandanti di una brigata o di una divisione dell'esercito, e corrispondono al brigadier generale (turco moderno: Tuğgeneral) nel moderno esercito turco o al Generali di Divisione (in turco Tümgeneral).

Il grado di bölükbaşı, equivalente all'attuale grado di Yüzbaşı nel moderno Esercito turco che corrisponde al grado di capitano degli altri esercito della NATO e venne sostituito a metà del XIX secolo con il grado di Kolağası Il titolare era al comando di un bölük, una suddivisione di un reggimento. Era più alto dell'oda-bashi (tenente), grado che venne sostituito a sua volta dal grado di Mülâzım-ı Evvel e Mülâzım-ı Sani.
| Grado   | Ufficiali generali | Ufficiali generali | Ufficiali generali | Ufficiali generali | Ufficiali superiori | Ufficiali superiori | Ufficiali superiori | Ufficiali subalterni | Ufficiali subalterni | Ufficiali subalterni | Ufficiali subalterni |
| ------- | ------------------ | ------------------ | ------------------ | ------------------ | ------------------- | ------------------- | ------------------- | -------------------- | -------------------- | -------------------- | -------------------- |
| Turchia | Müşir              | Ferik-ı Evvel      | Ferik-ı Sani       | Mirliva            | Miralay             | Kaymakam            | Binbaşı             | Kolağası             | Yüzbaşı              | Mülazım-ı Evvel      | Mülazım-ı Sani       |

| Grado   | Sottufficiali | Sottufficiali | graduati e truppa | graduati e truppa |
| ------- | ------------- | ------------- | ----------------- | ----------------- |
| Turchia | Başçavuş      | Çavuş         | Onbaşı            | Nefer             |

## Egitto
Nell'esercito egiziano il grado di Mulāzīm è stato ereditato dalla dominazione ottomana. Esistono due distinti gradi di Mulāzīm:
- Mulāzīm, omologo del sottotenente dell'Esercito Italiano;
- Mulāzīm 'awwāl, omologo del tenente dell'Esercito Italiano.

Durante la dominazione ottomana e poi durante l'epoca dei Chedivè, durante l'epoca del protettorato britannico dell'Egitto e in epoca monarchica, i gradi più bassi tra gli ufficiali erano Mulāzīm 'awwāl, omologo del primo tenente del British Army e Mulāzīm tani, omologo del secondo tenente del British Army.

### Gradi Turco-Egiziani e Regno d'Egitto
| Distintivo di grado (1922-1958)    | Distintivo di grado (1922-1958)    |
| 1° Tenente                         | 2° Tenente                         |
| in arabo ملازم أول‎? Mulāzīm 'awwāl | in arabo ملازم ثاني‎? Mulāzīm thani |
| ---------------------------------- | ---------------------------------- |
|                                    |                                    |
|                                    |                                    |

### Gradi attuali
Dopo Rivoluzione egiziana del 1952 che ha abolito la monarchia e trasformato l'Egitto in una repubblica, con la riforma dell'esercito del 1958 il grado di Mülâzım-ı sani è diventato semplicemente Mulāzīm ed è il grado più basso tra gli ufficiali dell'esercito egiziano.
| Distintivo di grado dal 1958         | Distintivo di grado dal 1958 |
| 1° Tenente                           | Tenente                      |
| in arabo ملازم أول‎? (Mulāzīm 'awwāl) | in arabo ملازم‎? (Mulāzīm)    |
| ------------------------------------ | ---------------------------- |
|                                      |                              |
|                                      |                              |